# Église Notre-Dame de Bouit
L'église Notre-Dame de Bouit, également appelée Notre-Dame des pilotes depuis 1999,, est le deuxième plus ancien sanctuaire marial de Gascogne après Notre-Dame du Bernet en Dému. La dévotion y est très ancienne, remontant au moins au XIe siècle voire au IVe siècle.

## Description
La chapelle gothique Notre-Dame-de-Bouit est un lieu de pèlerinage. Sa fondation est liée, selon la légende, à un prodige : un bœuf nommé "Bouët", propriété d'un seigneur du lieu, ayant déraciné et transporté une souche d'arbre rappelant la forme de la Vierge, son maitre fit le vœu d'édifier une église s'il remportait la victoire sur son voisin et ennemi irréductible. Son vœu fut exaucé et la chapelle construite.
Ce sanctuaire de la Vierge est situé au cœur du hameau de Bouyt, ancienne commune dissoute en 1829 et intégrée à Nogaro.
Le pèlerinage a lieu le matin du 15 août.
On y trouve une statue de la Vierge en bois doré remontant à 1752 et qui a été dissimulée à la Révolution.
L'église est aussi appelée Notre-Dame des pilotes depuis 1999 du fait de la proximité du circuit Paul Armagnac, un circuit automobile construit en 1960 à Nogaro. L'église est d'ailleurs visible depuis le circuit.